# Diecezja Daltonganj
Diecezja Daltonganj – diecezja rzymskokatolicka w Indiach. Została utworzona w 1977 z terenu diecezji Ranchi.

## Ordynariusze
- George Victor Saupin, S.J. † (1971–1987)
- Charles Soreng, S.J. (1989–1995)
- Gabriel Kujur, S.J., (1998–2016)
- Theodore Mascarenhas, od 2024